# Paul Nedergaard
Paul Nedergaard (1895-1970) va ser un escriptor i clergue danès.

## Llibres
- 100 danske præsteslægter: en lille slægtshaandbog opstillet i uddrag af stamtavler. ISBN 8785207985